# دیانا ردمن
دیانا ردمن (عبری: דיאנה איריס בר-עוז‎؛ زادهٔ ۲ ژوئیهٔ ۱۹۸۴) بازیکن فوتبال اهل ایالات متحده آمریکا است.
وی همچنین در تیم ملی فوتبال الگو:Wnft بازی کرده‌است.